# Chiodos
Chiodos – amerykański posthardcorowy zespół z Davison, Michigan, założony w 2001 roku.

## Historia
Pierwotnie znany jako „The Chiodos Bros”. Nazwa zespołu powstała na cześć filmowców Stephena, Charlesa i Edwarda Chiodo, twórców filmu Mordercze klowny z kosmosu. Ich pierwszy album zatytułowany All’s Well That Ends Well ukazał się 26 lipca 2005 roku. Ich drugi album Bone Palace Ballet, został wydany w Ameryce Północnej w dniu 4 września 2007 roku i zadebiutował na pozycji #5 na liście Billboard 200 i #1 w zestawieniu „Independent Albums”. Warner Bros Records wydała Bone Palace Ballet w dniu 26 stycznia 2009 r., w ramach nowego porozumienia o dystrybucji w Wielkiej Brytanii, wznowienie nosiło tytuł Bone Palace Ballet: Grand Coda i różniło się m.in. okładką.

## Skład zespołu
Obecnie
- Craig Owens – wokal (2001-2009, 2012-)
- McManaman Pat – gitara rytmiczna (2001 -)
- Hale Jason – gitara prowadząca (2004 -)
- Goddard Matt – gitara basowa (2001 -)
- Bradley Bell – instrumenty klawiszowe, syntezator, programowanie, śpiew (2001 -)
- Derrick Frost – perkusja (2004–2009, 2012-)

Byli
- Frost Derrick – perkusja, instrumenty perkusyjne (2004-2008)
- Bolmer Brandon – wokal (2010 – 2012)
- Crosby Clark – perkusja (2002–2004)
- Tanner Wayne – perkusja (2009 – 2012)

## Dyskografia
Albumy studyjne
- All’s Well That Ends Well (2005)
- Bone Palace Ballet (2007)
- Illuminaudio (2010)

EPs
- The Chiodos Bros. (2001)
- The Best Way to Ruin Your Life (2002)
- The Heartless Control Everything (2003)

## Źródła zewnętrzne
- Oficjalna strona zespołu